# David González López
David González López (Fontiveros, 21 febbraio 1996) è un ciclista su strada spagnolo che corre per la Q36.5 Pro Cycling Team; è professionista dal 2019.

## Palmarès

### Strada
- 2018 (Dilettanti, cinque vittorie)

Memorial Pascual Momparler
2ª tappa Volta a Castelló (Onda > Onda)
1ª tappa Vuelta a León (Benavides > Laguna de Negrillos)
Memorial Juan Manuel Santisteban
Klasika Lemoiz
- 2023 (Caja Rural-Seguros RGA, una vittoria)

1ª tappa Troféu Joaquim Agostinho (Sobral de Monte Agraço > Foz do Arelho)
- 2024 (Caja Rural-Seguros RGA, una vittoria)

1ª tappa Troféu Joaquim Agostinho (Foz do Arelho > Lourinhã)

#### Altri successi
- 2017 (Dilettanti)

1ª tappa Volta a Galicia (Monforte de Lemos > Monforte de Lemos, cronosquadre)
- 2022 (Caja Rural-Seguros RGA)

Classifica scalatori Vuelta a Castilla y León

## Piazzamenti

### Grandi Giri
- Vuelta a España

2023: 106º

### Classiche monumento
- Giro delle Fiandre

2025: 98º

### Competizioni europee
- Campionati europei

Monaco di Baviera 2022 - In linea Elite: 89º
Drenthe 2023 - In linea Elite: 54º